# 141 a.C.

## Eventos
- Cneu Servílio Cepião e Quinto Pompeu Aulo, cônsules romanos.
- Terceiro ano da Terceira Guerra Ibérica e décimo-segundo ano da Guerra Lusitana na Península Ibérica.
  - Quinto Fábio Máximo Serviliano assina uma atrégua precária entre romanos e lusitanos. Viriato é reconhecido como amicus populi Romani.